# 王祝晨
王祝晨（1882年—1967年），山东齐河人，中华人民共和国政治人物。
担任济南市各界人民代表会议协商委员会副主席、山东省教育厅副厅长。1954年，当选第一届全国人民代表大会代表。